# Yangra Kangri
Der Yangra Kangri (auch Ganesh I) ist mit einer Höhe von 7422 m (nach anderen Angaben: 7429 m) der höchste Berg im Ganesh Himal, einem Gebirgsmassiv im Himalaya.
Der Gipfel befindet sich an der Grenze zwischen Nepal und der Volksrepublik China. Die Erstbesteigung erfolgte am 24. Oktober 1955 durch Eric Guachet, Claude Kogan und Raymond Lambert. Der Berg wurde seitdem nur selten bestiegen.